# 703

## Decese
- dată necunoscută: Thrasimund I de Spoleto  (n. ?)